# Okrug Gila, Arizona
Gila, okrug u središnjoj Arizoni, 12,421 km² (4,796 mi²), 52,209 stanovnika (2006.), okružno središte Globe.
Gila se prostire na predjelima od preko 600 (Rooseveltova brana; Roosevel Dam) pa do preko 2000 metara nad morem (2,180 metara visoki Mount Ord), a preko polovice okruga pripada indijanskom rezervatu San Carlos, nastanjenom San Carlos Apačima. Rudarstvo i uzgoj stoke bila su i ostala glavne proizvodne privredne djelatnosti okruga. 

## Povijest
Okrug Gila nastaje od dijelova okruga Maricopa i Pinal 8. veljače 1881., a svoje ime dobiva po rijeci Gili. Glavnim okružnim središtem proglašen je grad Globe City, današnji Globe, glavnim bakrenim rudarskim središtem. 
U prošlosti je ovaj kraj bio između 1150. i 1450. naseljen nosiocima kulture Salado u dolini rijeke Salt River, iza kojih su ostale 'cliff dwellings', na području današnjeg nacionalnog spomenika Tonto, kojeg je predsjednik Theodore Roosevelt proglasio 1907.

## Gradovi i naselja
Canyon Day, Carrizo, Central Heights, Christmas, Christopher Creek, Claypool, Gisela, Globe, Hayden (dijelom u okrugu Pinal), Kohls Ranch, Miami, Payson, Peridot, Pine, Roosevelt, Rye, San Carlos, Star Valley, Strawberry, Tonto Basin, Top-of-the-World, Winkelman (dijelom u okrugu Pinal) i Young.

## Populacija
- 2006.: 52,209
- 2000.: 51,335

## Vanjske poveznice
- Gila County, AZ  Arhivirana inačica izvorne stranice od 2. studenoga 2007. (Wayback Machine)
- Gila County  Arhivirana inačica izvorne stranice od 1. studenoga 2007. (Wayback Machine)